# أولاد سراج (أسيوط)
قرية أولاد سراج هي إحدى القرى التابعة لمركز الفتح في محافظة أسيوط في جمهورية مصر العربية. حسب إحصاءات سنة 2006، بلغ إجمالي السكان في أولاد سراج 3989 نسمة، منهم 2063 رجل و1926 امرأة.